# 95 до н. е.

## Народились
- Марк Порцій Катон Молодший — давньоримський політичний діяч, правнук Марка Порція Катона Старшого (цензора).
- Клеопатра VI — цариця Єгипту у 80 до н. е.—57 до н. е.

## Померли
- Селевк VI Епіфан — цар Сирії у 96—95 роках до н. е.
- Тигран I — цар Великої Вірменії (115—95 роки до н. е.).